# San Giorgio a Colonica
San Giorgio a Colonica is een plaats (frazione) in de Italiaanse gemeente Prato.